# Odisha Football Club 2023-2024
Questa voce raccoglie le informazioni riguardanti l'Odisha nelle competizioni ufficiali della stagione 2023-2024.

## Maglie e sponsor
| Casa | Trasferta |

## Organico

### Rosa
| N. |                     | Ruolo | Calciatore              |
| -- | ------------------- | ----- | ----------------------- |
| 1  | India (bandiera)    | P     | Amrinder Singh          |
| 3  | India (bandiera)    | D     | Narender Gahlot         |
| 4  | India (bandiera)    | D     | Amey Ranawade           |
| 5  | Spagna (bandiera)   | D     | Carlos Delgado          |
| 6  | India (bandiera)    | C     | Lalliansanga Renthlei   |
| 7  | India (bandiera)    | C     | Lalthathanga Khawlhring |
| 8  | India (bandiera)    | C     | Paul Ramfangzauva       |
| 9  | Brasile (bandiera)  | A     | Diego Maurício          |
| 10 | Marocco (bandiera)  | C     | Ahmed Jahouh            |
| 11 | Giappone (bandiera) | A     | Cy Goddard              |
| 13 | India (bandiera)    | P     | Niraj Kumar             |
| 14 | India (bandiera)    | A     | Pranjal Bhumij          |
| 15 | Senegal (bandiera)  | D     | Mourtada Fall           |
| 17 | India (bandiera)    | C     | Jerry Mawihmingthanga   |
| 18 | India (bandiera)    | D     | Jerry Lalrinzuala       |
| 19 | India (bandiera)    | C     | Isak Vanlalruatfela     |
| 21 | Figi (bandiera)     | A     | Roy Krishna             |
| 22 | India (bandiera)    | C     | Givson Singh            |

| N. |                  | Ruolo | Calciatore               |
| -- | ---------------- | ----- | ------------------------ |
| 23 | India (bandiera) | C     | Michael Soosairaj        |
| 24 | India (bandiera) | D     | Thoiba Singh Moirangthem |
| 25 | India (bandiera) | C     | Princeton Rebello        |
| 26 | India (bandiera) | D     | Laldinliana Renthlei     |
| 28 | India (bandiera) | P     | Lalthuammawia Ralte      |
| 29 | India (bandiera) | A     | Ashangbam Aphaoba Singh  |
| 30 | India (bandiera) | D     | Paogoumang Singson       |
| 32 | India (bandiera) | C     | Vignesh Dakshinamurthy   |
| 36 | India (bandiera) | D     | Sahil Panwar             |
| 42 | India (bandiera) | C     | Lenny Rodrigues          |
| 45 | India (bandiera) | D     | Tankadhar Bag            |
| 48 | India (bandiera) | C     | Isaac Vanmalsawma        |
| 55 | India (bandiera) | D     | Deven Sawhney            |
| 77 | India (bandiera) | C     | Pungte Lapung            |
| 81 | India (bandiera) | C     | Hitesh Sharma            |
| 99 | India (bandiera) | A     | Aniket Jadhav            |
|    | India (bandiera) | P     | Anuj Kumar               |

### Altri giocatori
| N. |                  | Ruolo | Calciatore      |
| -- | ---------------- | ----- | --------------- |
|    | India (bandiera) | D     | Hendry Antonay  |
|    | India (bandiera) | C     | Shubham Sarangi |

| N. |                  | Ruolo | Calciatore     |
| -- | ---------------- | ----- | -------------- |
|    | India (bandiera) | C     | CVL Remtluanga |

### Staff tecnico
- Sergio Lobera - Allenatore
- Clifford Miranda - Vice allenatore
- Santosh Kashyap - Vice allenatore

## Calciomercato
| Acquisti | Acquisti                 | Acquisti                 | Acquisti      |
| R.       | Nome                     | da                       | Modalità      |
| -------- | ------------------------ | ------------------------ | ------------- |
| P        | Amrinder Singh           |                          |               |
| P        | Niraj Kumar              |                          |               |
| P        | Lalthuammawia Ralte      |                          |               |
| P        | Dylan D'Silva            | Dempo                    | Fine prestito |
| D        | Laldinliana Renthlei     | Jamshedpur               | Definitivo    |
| D        | Sahil Panwar             |                          |               |
| D        | Narender Gahlot          |                          |               |
| D        | Mourtada Fall            | Mumbai City              | Definitivo    |
| D        | Sebastian Thangmuansang  | Mohammedan               | Fine prestito |
| D        | Carlos Delgado           |                          |               |
| D        | Amey Ranawade            | Mumbai City              | Prestito      |
| D        | Jerry Lalrinzuala        |                          | Svincolato    |
| D        | Hendry Antonay           |                          |               |
| D        | Tankadhar Bag            |                          |               |
| D        | Paogoumang Singson       | Hyderabad B              | Definitivo    |
| D        | Thoiba Singh Moirangthem |                          |               |
| D        | Deven Sawhney            |                          |               |
| C        | Ahmed Jahouh             | Mumbai City              | Definitivo    |
| C        | Lalliansanga Renthlei    | Rajasthan Utd            | Definitivo    |
| C        | Lenny Rodrigues          |                          | Svincolato    |
| C        | Lalthathanga Khawlhring  |                          | Svincolato    |
| C        | Isak Vanlalruatfela      |                          |               |
| C        | Pungte Lapung            | Template:Calcio Odisha B | Definitivo    |
| C        | Givson Singh             | Kerala Blasters          | Prestito      |
| C        | Paul Ramfangzauva        |                          |               |
| C        | Princeton Rebello        |                          |               |
| C        | Isaac Vanmalsawma        |                          |               |
| C        | Jerry Mawihmingthanga    |                          |               |
| C        | Michael Soosairaj        |                          |               |
| C        | Shubham Sarangi          |                          |               |
| C        | CVL Remtluanga           |                          |               |
| A        | Diego Maurício           |                          |               |
| A        | Roy Krishna              |                          | Svincolato    |
| A        | Ashangbam Aphaoba Singh  | Punjab FC                | Definitivo    |
| A        | Cy Goddard               |                          | Svincolato    |
| A        | Aniket Jadhav            |                          |               |
| A        | Pranjal Bhumij           | Mumbai City              | Definitivo    |

| Cessioni | Cessioni                | Cessioni                 | Cessioni      |
| R.       | Nome                    | a                        | Modalità      |
| -------- | ----------------------- | ------------------------ | ------------- |
| P        | Dylan D'Silva           |                          | Svincolato    |
| D        | Denechandra Meitei      | Kerala Blasters          | Fine prestito |
| D        | Lalruatthara            |                          | Svincolato    |
| D        | Karan Amin              |                          | Svincolato    |
| D        | Osama Malik             |                          | Svincolato    |
| D        | Sebastian Thangmuansang |                          | Svincolato    |
| D        | Jones Lalthakima        | Template:Calcio Odisha B | Definitivo    |
| C        | Raynier Fernandes       | Mumbai City              | Fine prestito |
| C        | Nandha Kumar Sekar      | East Bengal              | Definitivo    |
| C        | Saúl Crespo             |                          | Svincolato    |
| C        | Vinit Rai               | Mumbai City              | Definitivo    |
| C        | Víctor Rodríguez        |                          | Svincolato    |
| C        | Lalhrezuala Sailung     | Aizawl                   | Definitivo    |
| A        | Pedro Martín            |                          | Svincolato    |
| A        | Akshunna Tyagi          | Bengaluru United         | Definitivo    |
| A        | Rishabh Dobriyal        | Bengaluru United         | Definitivo    |

### Mercato invernale
| Acquisti | Acquisti               | Acquisti  | Acquisti   |
| R.       | Nome                   | da        | Modalità   |
| -------- | ---------------------- | --------- | ---------- |
| P        | Anuj Kumar             | Hyderabad | Definitivo |
| C        | Vignesh Dakshinamurthy | Hyderabad | Prestito   |
| C        | Hitesh Sharma          | Hyderabad | Definitivo |

| Cessioni | Cessioni              | Cessioni           | Cessioni   |
| R.       | Nome                  | a                  | Modalità   |
| -------- | --------------------- | ------------------ | ---------- |
| P        | Niraj Kumar           | Sporting Bengaluru | Prestito   |
| D        | Paogoumang Singson    | Kenkre             | Prestito   |
| C        | Lalliansanga Renthlei | Gokulam Kerala     | Prestito   |
| C        | Isaac Vanmalsawma     | Punjab FC          | Definitivo |
| C        | Pungte Lapung         | Dempo              | Prestito   |

## Risultati

### Indian Super League
| Arbitro: | Omar Al-Yaqoubi |

|                                              |           |  |
| Jerry Mawihmingthanga 44’ Diego Maurício 63’ | Marcatori |  |

| Arbitro: | Banerjee P. |

|                                                    |           |                                             |
| Jerry Mawihmingthanga 45+1’ Roy Krishna 76’ (Rig.) | Marcatori | 47’ Rostyn Griffiths 88’ Jorge Pereyra Díaz |

| Arbitro: | Crystal J. |

|                                              |           |                       |
| Noah Sadaoui 55’ (Rig.), 68’ Jay Gupta 90+6’ | Marcatori | 6’, 81’ Mourtada Fall |

| Arbitro: | Kundu H. |

|                                                                       |           |                                         |
| Lalthathanga Khawlhring 23’ Isak Vanlalruatfela 45’ Amey Ranawade 60’ | Marcatori | 8’ Sunil Chhetri 18’ Ryan Dale Williams |

| Arbitro: | Nathan S. |

|                                          |           |                    |
| Dīmītrīs Diamantakos 67’ Adrián Luna 84’ | Marcatori | 15’ Diego Maurício |

| Arbitro: | Mohamed J. |

|                    |           |  |
| Diego Maurício 37’ | Marcatori |  |

| Bhubaneswar 24 febbraio 2024, ore 12:30 UTC+5:30 7ª giornata | Odisha       | 0 – 0 referto | Mohun Bagan SG | Kalinga Stadium (5 236 spett.)\| Arbitro: \| Nagvenkar T. \| |
| Arbitro:                                                     | Nagvenkar T. |               |                |                                                              |

| Arbitro: | Kumar Gupta R. |

|  |           |                 |
|  | Marcatori | 56’ Roy Krishna |

| Arbitro: | John C. |

|                           |           |                                |
| Armando Sadiku 58’, 90+4’ | Marcatori | 31’ (Rig.), 45+3’ Ahmed Jahouh |

| Arbitro: | Mohamed J. |

|                                          |           |  |
| Roy Krishna 35’, 90+5’ Mourtada Fall 40’ | Marcatori |  |

| Calcutta 22 dicembre 2023, ore 15:30 UTC+5:30 11ª giornata | East Bengal | 0 – 0 referto | Odisha | Salt Lake Stadium (12 226 spett.)\| Arbitro: \| Nathan S. \| |
| Arbitro:                                                   | Nathan S.   |               |        |                                                              |

| Arbitro: | Kumar A. |

|  |           |                 |
|  | Marcatori | 21’ Roy Krishna |

| Arbitro: | John C. |

|                                                                            |           |                   |
| Isak Vanlalruatfela 27’ Roy Krishna 36’, 45+3’ Diego Maurício 45+2’ (Rig.) | Marcatori | 23’ Rei Tachikawa |

| Arbitro: | Mohamed J. |

|                                                 |           |              |
| Diego Maurício 40’ (Rig.) Princeton Rebello 61’ | Marcatori | 1’ PV Vishnu |

| Arbitro: | Mondal P. |

|  |           |                                           |
|  | Marcatori | 27’, 75’ Diego Maurício 45+1’ Roy Krishna |

| Arbitro: | Kumar Gupta R. |

|                |           |               |
| Roy Krishna 4’ | Marcatori | 37’ Jay Gupta |

| Arbitro: | John C. |

|                                        |           |                 |
| Ankit Mukherjee 6’ Jordan Murray 90+4’ | Marcatori | 78’ Roy Krishna |

| Arbitro: | Mondal P. |

|                                                  |           |                    |
| Jorge Pereyra Díaz 22’ Lallianzuala Chhangte 61’ | Marcatori | 25’ Diego Maurício |

| Arbitro: | Kundu H. |

|                      |           |                          |
| Roy Krishna 53’, 57’ | Marcatori | 11’ Dīmītrīs Diamantakos |

| Bengaluru 30 marzo 2024, ore 12:30 UTC+5:30 20ª giornata | Bengaluru | 0 – 0 referto | Odisha | Sree Kanteerava Stadium\| Arbitro: \| Kundu H. \| |
| Arbitro:                                                 | Kundu H.  |               |        |                                                   |

| Arbitro: | John C. |

|                                                        |           |                 |
| Diego Maurício 34’, 68’ (Rig.) Isak Vanlalruatfela 61’ | Marcatori | 38’ Madih Talal |

| Arbitro: | Kundu H. |

|                                                           |           |  |
| Parthib Gogoi 12’ Néstor Albiach 16’ Phalguni Singh 45+3’ | Marcatori |  |

#### Andamento in campionato
| Giornata  | 1 | 2 | 3 | 4 | 5 | 6 | 7 | 8 | 9 | 10 | 11 | 12 | 13 | 14 | 15 | 16 | 17 | 18 | 19 | 20 | 21 | 22 |
| --------- | - | - | - | - | - | - | - | - | - | -- | -- | -- | -- | -- | -- | -- | -- | -- | -- | -- | -- | -- |
| Luogo     | C | C | T | C | T | C | C | T | T | C  | T  | T  | C  | C  | T  | C  | T  | T  | C  | T  | C  | T  |
| Risultato | V | N | P | V | P | V | N | V | N | V  | N  | V  | V  | V  | V  | N  | P  | P  | V  | N  | V  | P  |
| Posizione | 3 | 4 | 6 | 4 | 6 | 5 | 5 | 5 | 5 | 5  | 5  | 4  | 4  | 4  | 5  | 4  | 4  | 4  | 4  | 4  | 4  | 4  |

Legenda:

Luogo: C = Casa; T = Trasferta. Risultato: V = Vittoria; N = Pareggio; P = Sconfitta.

#### Qualificazione
| Arbitro: | Kundu H. |

|                                            |           |                   |
| Diego Maurício 87’ Isak Vanlalruatfela 98’ | Marcatori | 67’ Fedor Černych |

#### Semifinale
| Arbitro: | Nagvenkar T. |

|                                    |           |                 |
| Carlos Delgado 11’ Roy Krishna 39’ | Marcatori | 3’ Manvir Singh |

| Arbitro: | John C. |

|                                            |           |  |
| Jason Cummings 22’ Sahal Abdul Samad 90+3’ | Marcatori |  |

### Super Cup
| Bhubaneswar 12 gennaio 2024, ore 15:00 UTC+5:30 1ª giornata | Odisha    | 1 – 0 referto | Bengaluru | Kalinga Stadium (4 251 spett.) |
| \| \| \| \| \| Ahmed Jahouh 21’ \| Marcatori \| \|          |           |               |           |                                |
|                                                             |           |               |           |                                |
| Ahmed Jahouh 21’                                            | Marcatori |               |           |                                |

| Bhubaneswar 17 gennaio 2024, ore 15:00 UTC+5:30 2ª giornata                                                | Odisha    | 3 – 0 referto | Inter Kashi | Kalinga Stadium |
| \| \| \| \| \| Lalthathanga Khawlhring 45+2’ Diego Maurício 60’ Isak Vanlalruatfela 80’ \| Marcatori \| \| |           |               |             |                 |
| |           |               |             |                 |
| Lalthathanga Khawlhring 45+2’ Diego Maurício 60’ Isak Vanlalruatfela 80’                                   | Marcatori |               |             |                 |

| Bhubaneswar 22 gennaio 2024, ore 15:00 UTC+5:30 3ª giornata                                               | FC Goa    | 2 – 3 referto                                  | Odisha | Kalinga Stadium |
| \| \| \| \| \| Carlos Martínez 76’, 86’ \| Marcatori \| 50’ (Rig.) Ahmed Jahouh 61’, 66’ Mourtada Fall \| |           |                                                |        |                 |
| |           |                                                |        |                 |
| Carlos Martínez 76’, 86’                                                                                  | Marcatori | 50’ (Rig.) Ahmed Jahouh 61’, 66’ Mourtada Fall |        |                 |

#### Andamento nel girone
| Giornata  | 1 | 2 | 3 |  |
| --------- | - | - | - |  |
| Luogo     | C | C | T |  |
| Risultato | V | V | V |  |
| Posizione | 2 | 1 | 1 |  |

Legenda:

Luogo: C = Casa; T = Trasferta. Risultato: V = Vittoria; N = Pareggio; P = Sconfitta.

#### Semifinali
| Bhubaneswar 25 gennaio 2024, ore 15:00 UTC+5:30             | Mumbai City | 0 – 1 referto             | Odisha | Kalinga Stadium |
| \| \| \| \| \| \| Marcatori \| 44’ (Rig.) Diego Maurício \| |             |                           |        |                 |
|                                                             |             |                           |        |                 |
|                                                             | Marcatori   | 44’ (Rig.) Diego Maurício |        |                 |

#### Finale
| Arbitro: | Venkatesh R |

|                                                                  |           |                                       |
| Nandha Kumar Sekar 52’ Saúl Crespo 62’ (Rig.) Cleiton Silva 111’ | Marcatori | 39’ Diego Maurício 90+9’ Ahmed Jahouh |

| East Bengal | Odisha |

|                 |    |                        |       |      |
|                 |    |                        |       |      |
| GK              | 13 | Prabhsukhan Singh Gill | 90+8’ |      |
| RB              | 19 | Hijazi Maher           |       |      |
| CB              | 17 | Mandar Rao Dessai      | 46’   |      |
| CB              | 12 | Mohammad Rakip         | 64’   | 108’ |
| LB              | 4  | José Pardo             |       |      |
| CM              | 26 | Borja Herrera          | 99’   |      |
| DM              | 23 | Souvik Chakrabarti     | 87’   | 97’  |
| CM              | 21 | Saúl Crespo            |       |      |
| RW              | 99 | Javier Siverio         | 46’   |      |
| FW              | 11 | Nandha Kumar Sekar     | 73’   |      |
| LW              | 10 | Cleiton Silva (c)      | 112’  |      |
| A disposizione: |    |                        |       |      |
| DF              | 90 | Sayan Banerjee         | 85’   |      |
| MF              | 6  | Ajay Chhetri           | 99’   |      |
| DF              | 33 | Gursimrat Singh Gill   |       |      |
| DF              | 22 | Nishu Kumar            |       |      |
| DF              | 5  | Lalchungnunga          | 46’   | 79’  |
| GK              | 1  | Kamaljit Singh         |       |      |
| FW              | 29 | Naorem Mahesh Singh    | 46’   |      |
| FW              | 20 | V.P. Suhair            | 108’  |      |
| MF              | 8  | Edwin Sydney Vanspaul  |       |      |
| FW              | 82 | PV Vishnu              | 73’   | 85’  |
| Allenatore:     |    |                        |       |      |
| Carles Cuadrat  |    |                        |       |      |

|                 |    |                          |      |     |
|                 |    |                          |      |     |
| GK              | 28 | Lalthuammawia Ralte      |      |     |
| RB              | 4  | Amey Ranawade            | 108’ |     |
| CB              | 5  | Carlos Delgado           |      |     |
| CB              | 15 | Mourtada Fall (c)        | 61’  | 69’ |
| LB              | 18 | Jerry Lalrinzuala        | 72’  |     |
| CM              | 7  | Lalthathanga Khawlhring  | 72’  |     |
| DM              | 10 | Ahmed Jahouh             | 71’  |     |
| CM              | 19 | Isak Vanlalruatfela      |      |     |
| RW              | 9  | Diego Maurício           |      |     |
| FW              | 11 | Cy Goddard               |      |     |
| LW              | 21 | Roy Krishna              | 31’  |     |
| A disposizione: |    |                          |      |     |
| FW              | 14 | Pranjal Bhumij           |      |     |
| MF              | 32 | Vignesh Dakshinamurthy   | 72’  |     |
| DF              | 3  | Narender Gahlot          |      |     |
| FW              | 99 | Aniket Jadhav            |      |     |
| GK              | 13 | Niraj Kumar              |      |     |
| MF              | 17 | Jerry Mawihmingthanga    |      |     |
| DF              | 24 | Thoiba Singh Moirangthem |      |     |
| MF              | 25 | Princeton Rebello        |      |     |
| DF              | 26 | Laldinliana Renthlei     |      |     |
| MF              | 42 | Lenny Rodrigues          | 72’  |     |
| Allenatore:     |    |                          |      |     |
| Sergio Lobera   |    |                          |      |     |

### Coppa dell'AFC

#### Fase a gironi
| Arbitro: | Omar Mubarak Mazaroua Al Yaqoubi |

|  |           |                                                                   |
|  | Marcatori | 46’ Sahal Abdul Samad 67’, 82’ Dimitri Petratos 79’ Liston Colaco |

| Dacca 3 ottobre 2023, ore 14:00 UTC+5:30 2ª giornata                                                                | Bashundhara Kings | 3 – 2 referto                            | Odisha | Bashundhara Kings Arena |
| \| \| \| \| \| Miguel Figueira 39’ Dorielton 45+1’, 54’ \| Marcatori \| 19’ Diego Maurício 66’ Jerry Lalrinzuala \| |                   |                                          |        |                         |
| |                   |                                          |        |                         |
| Miguel Figueira 39’ Dorielton 45+1’, 54’                                                                            | Marcatori         | 19’ Diego Maurício 66’ Jerry Lalrinzuala |        |                         |

| Bhubaneswar 24 ottobre 2023, ore 17:00 UTC+5:30 3ª giornata | Odisha    | 6 – 1 referto      | Maziya | Kalinga Stadium |
| \| \| \| \| \| Lalthathanga Khawlhring 3’ Carlos Delgado 15’ Mourtada Fall 19’ Amey Ranawade 58’ Isak Vanlalruatfela 62’ Sahil Panwar 90+5’ \| Marcatori \| 13’ Branimir Jočić \| |           |                    |        |                 |
| |           |                    |        |                 |
| Lalthathanga Khawlhring 3’ Carlos Delgado 15’ Mourtada Fall 19’ Amey Ranawade 58’ Isak Vanlalruatfela 62’ Sahil Panwar 90+5’                                                      | Marcatori | 13’ Branimir Jočić |        |                 |

| Male 7 novembre 2023, ore 17:00 UTC+5:30 4ª giornata                                                                           | Maziya    | 2 – 3 referto                                        | Odisha | National Football Stadium |
| \| \| \| \| \| Naiz Hassan 2’ Vojislav Balabanovic 26’ \| Marcatori \| 65’ Mourtada Fall 72’ Diego Maurício 85’ Roy Krishna \| |           |                                                      |        |                           |
| |           |                                                      |        |                           |
| Naiz Hassan 2’ Vojislav Balabanovic 26’                                                                                        | Marcatori | 65’ Mourtada Fall 72’ Diego Maurício 85’ Roy Krishna |        |                           |

| Arbitro: | Gamini Nivon Robesh |

|                                    |           |                                                                                                 |
| Hugo Boumous 17’ Kiyan Nassiri 63’ | Marcatori | 30’ Roy Krishna 32’ Diego Maurício 41’ Cy Goddard 90+2’ Aniket Jadhav 90+5’ Isak Vanlalruatfela |

| Bhubaneswar 12 dicembre 2023, ore 15:00 UTC+5:30 6ª giornata | Odisha    | 1 – 0 referto | Bashundhara Kings | Kalinga Stadium |
| \| \| \| \| \| Mourtada Fall 61’ \| Marcatori \| \|          |           |               |                   |                 |
|                                                              |           |               |                   |                 |
| Mourtada Fall 61’                                            | Marcatori |               |                   |                 |

##### Andamento nel girone
| Giornata  | 1 | 2 | 3 | 4 | 5 | 6 |
| --------- | - | - | - | - | - | - |
| Luogo     | C | T | C | T | T | C |
| Risultato | P | P | V | V | V | V |
| Posizione | 4 | 4 | 3 | 3 | 2 | 1 |

Legenda:

Luogo: C = Casa; T = Trasferta. Risultato: V = Vittoria; N = Pareggio; P = Sconfitta.

#### Semifinale Interzona
| Arbitro: | Al Hatmi Q. M. A. |

|                                                                 |           |  |
| Mikael Doka 36’, 77’ (Rig.) Storm Roux 52’ Ronald Barcellos 89’ | Marcatori |  |

| Bhubaneswar 14 marzo 2024, ore 11:00 UTC+5:30 Ritorno | Odisha         | 0 – 0 referto | C.C. Mariners | Kalinga Stadium\| Arbitro: \| Al Shamrani M. \| |
| Arbitro:                                              | Al Shamrani M. |               |               |                                                 |

### Durand Cup
| Kokrajhar 7 agosto 2023, ore 11:30 UTC+5:30 1ª giornata | Odisha    | 0 – 1 referto   | Army Red | SAI Special Area Game Centre |
| \| \| \| \| \| \| Marcatori \| 43’ Lilton Shil \|       |           |                 |          |                              |
|                                                         |           |                 |          |                              |
|                                                         | Marcatori | 43’ Lilton Shil |          |                              |

| Kokrajhar 11 agosto 2023, ore 15:30 UTC+5:30 2ª giornata                            | Odisha    | 2 – 1 referto | Rajasthan Utd | SAI Special Area Game Centre |
| \| \| \| \| \| Chandra Murmu 49’ Ashangbam Singh 64’ \| Marcatori \| 52’ Denzell \| |           |               |               |                              |
|                                                                                     |           |               |               |                              |
| Chandra Murmu 49’ Ashangbam Singh 64’                                               | Marcatori | 52’ Denzell   |               |                              |

| Kokrajhar 19 agosto 2023, ore 13:15 UTC+5:30 3ª giornata                                        | Bodoland  | 2 – 1 referto     | Odisha | SAI Special Area Game Centre |
| \| \| \| \| \| Maneshwar Mushahary 81’ Zacharie Mbenda 90’ \| Marcatori \| 63’ Pungte Lapung \| |           |                   |        |                              |
|                                                                                                 |           |                   |        |                              |
| Maneshwar Mushahary 81’ Zacharie Mbenda 90’                                                     | Marcatori | 63’ Pungte Lapung |        |                              |

#### Andamento nel girone
| Giornata  | 1 | 2 | 3 |  |
| --------- | - | - | - |  |
| Luogo     | C | C | T |  |
| Risultato | P | V | P |  |
| Posizione | 4 | 2 | 4 |  |

Legenda:

Luogo: C = Casa; T = Trasferta. Risultato: V = Vittoria; N = Pareggio; P = Sconfitta.